# Tylogonus vachoni
Tylogonus vachoni är en spindelart som beskrevs av Galiano 1960. Tylogonus vachoni ingår i släktet Tylogonus och familjen hoppspindlar. Inga underarter finns listade i Catalogue of Life.